# Sienes
Sienes község Spanyolországban, Guadalajara tartományban. Sienes Sigüenza, Valdelcubo, Alpanseque, Baraona, Yelo és Miño de Medinaceli községekkel határos. Lakosainak száma 42 fő (2024).

## Népesség
A település népessége az utóbbi években az alábbiak szerint változott:
| Lakosok száma | 77   | 75   | 82   | 76   | 70   | 58   | 54   | 50   | 49   | 42   |
|               | 2001 | 2004 | 2006 | 2009 | 2011 | 2014 | 2016 | 2019 | 2021 | 2024 |